# Trofeo Matteotti 1997
Il Trofeo Matteotti 1997, cinquantaduesima edizione della corsa, si svolse il 3 agosto 1997 su un percorso di 203 km, con partenza e arrivo a Pescara, in Italia. La vittoria fu appannaggio del belga Frank Vandenbroucke, che completò il percorso in 4h54'34", alla media di 41,349 km/h, precedendo gli italiani Daniele Nardello e Carlo Finco.

## Ordine d'arrivo (Top 10)
| Pos. | Corridore            | Squadra                 | Tempo    |
| ---- | -------------------- | ----------------------- | -------- |
| 1    | Frank Vandenbroucke  | Mapei-GB                | 4h54'34" |
| 2    | Daniele Nardello     | Mapei-GB                | s.t.     |
| 3    | Carlo Finco          | MG Maglificio-Technogym | a 0'06"  |
| 4    | Francesco Casagrande | Saeco-Estro             | a 0'20"  |
| 5    | Oleksandr Hončenkov  | Roslotto-ZG Mobili      | a 1'24"  |
| 6    | Stefano Colagè       | Refin-Mobilvetta        | a 2'38"  |
| 7    | Andrea Ferrigato     | Roslotto-ZG Mobili      | s.t.     |
| 8    | Andrea Tafi          | Mapei-GB                | s.t.     |
| 9    | Giorgio Furlan       | Saeco-Estro             | s.t.     |
| 10   | Marco Artunghi       | Mercatone Uno           | s.t.     |